# Municipio de Hardin (Arkansas)
El municipio de Hardin (en inglés: Hardin Township) es un municipio ubicado en el condado de Faulkner en el estado estadounidense de Arkansas. En el año 2010 tenía una población de 6775 habitantes y una densidad poblacional de 73,77 personas por km².

## Geografía
El municipio de Hardin se encuentra ubicado en las coordenadas 35°13′45″N 92°21′20″O / 35.22917, -92.35556. Según la Oficina del Censo de los Estados Unidos, el municipio tiene una superficie total de 91.84 km², de la cual 91.74 km² corresponden a tierra firme y (0.11%) 0.1 km² es agua.

## Demografía
Según el censo de 2010, había 6775 personas residiendo en el municipio de Hardin. La densidad de población era de 73,77 hab./km². De los 6775 habitantes, el municipio de Hardin estaba compuesto por el 94.94% blancos, el 0.72% eran afroamericanos, el 0.74% eran amerindios, el 0.44% eran asiáticos, el 0.04% eran isleños del Pacífico, el 1.14% eran de otras razas y el 1.98% pertenecían a dos o más razas. Del total de la población el 3.06% eran hispanos o latinos de cualquier raza.